# Берк (Вірджинія)
Берк (англ. Burke) — переписна місцевість (CDP) в США, в окрузі Ферфакс штату Вірджинія. Населення — 42 312 особи (2020).

## Географія
Берк розташований за координатами 38°46′37″ пн. ш. 77°15′49″ зх. д. / 38.77694° пн. ш. 77.26361° зх. д. (38.776991, -77.263568).  За даними Бюро перепису населення США в 2010 році переписна місцевість мала площу 22,56 км², з яких 22,29 км² — суходіл та 0,27 км² — водойми.

### Клімат
| Клімат : Берк         | Клімат : Берк | Клімат : Берк | Клімат : Берк | Клімат : Берк | Клімат : Берк | Клімат : Берк | Клімат : Берк | Клімат : Берк | Клімат : Берк | Клімат : Берк | Клімат : Берк | Клімат : Берк | Клімат : Берк |
| Показник              | Січ.          | Лют.          | Бер.          | Квіт.         | Трав.         | Черв.         | Лип.          | Серп.         | Вер.          | Жовт.         | Лист.         | Груд.         | Рік           |
| Середній максимум, °C | 6,7           | 9,4           | 14,4          | 20,6          | 25,6          | 29,4          | 31,7          | 30,6          | 27,2          | 21,1          | 15,0          | 8,9           | 20,1          |
| Середній мінімум, °C  | −4,4          | −3,3          | 0,6           | 5,6           | 11,1          | 16,1          | 18,9          | 18,3          | 14,4          | 7,2           | 2,2           | −2,2          | 7,1           |
| Норма опадів, мм      | 88            | 76            | 105           | 90            | 112           | 94            | 108           | 101           | 109           | 88            | 87            | 87            | 1145          |
| --------------------- | ------------- | ------------- | ------------- | ------------- | ------------- | ------------- | ------------- | ------------- | ------------- | ------------- | ------------- | ------------- | ------------- |
| Джерело: Weather.com  |               |               |               |               |               |               |               |               |               |               |               |               |               |

## Демографія
Згідно з переписом 2010 року, у переписній місцевості мешкало 41 055 осіб у 13 640 домогосподарствах у складі 11 528 родин. Густота населення становила 1820 осіб/км².  Було 13884 помешкання (615/км²).
Расовий склад населення:
| - 68,8 % — білих - 17,2 % — азіатів - 6,4 % — чорних або афроамериканців - 0,3 % — корінних американців - 3,4 % — осіб інших рас |

До двох чи більше рас належало 3,8 %. Частка іспаномовних становила 12,6 % від усіх жителів.
За віковим діапазоном населення розподілялося таким чином: 25,3 % — особи молодші 18 років, 64,7 % — особи у віці 18—64 років, 10,0 % — особи у віці 65 років та старші. Медіана віку мешканця становила 40,9 року. На 100 осіб жіночої статі у переписній місцевості припадало 96,0 чоловіків;  на 100 жінок у віці від 18 років та старших — 93,6 чоловіків також старших 18 років.
Середній дохід на одне домашнє господарство  становив 146 816 доларів США (медіана — 131 243), а середній дохід на одну сім'ю — 154 473 долари (медіана — 137 698). Медіана доходів становила 91 157 доларів для чоловіків та 62 940 доларів для жінок. За межею бідності перебувало 2,7 % осіб, у тому числі 3,4 % дітей у віці до 18 років та 3,1 % осіб у віці 65 років та старших.
Цивільне працевлаштоване населення становило 22 085 осіб. Основні галузі зайнятості: науковці, спеціалісти, менеджери — 23,2 %, освіта, охорона здоров'я та соціальна допомога — 22,5 %, публічна адміністрація — 14,6 %, мистецтво, розваги та відпочинок — 7,6 %.